# Leptospira interrogans
Espèce
Synonymes
« Spirochaeta interrogans » Stimson 1907
Leptospira interrogans est une espèce de bactéries hélicoïdales à Gram négatif classée parmi les Spirochètes. C'est un agent infectieux pathogène pour l'être humain, responsable de la leptospirose.
Il existe au moins 218 sérovars, répartis en 23 sérogroupes, avec notamment icterohemorragiae, canicola, autumnalis, australis.

## Symptômes de la leptospirose
Fièvre, céphalée, frissons, malaise grave, vomissements, myalgie et épanchement conjonctival ; méningite, éruption et uvéite occasionnelles ; parfois ictère, insuffisance rénale, anémie et hémorragie cutanée ; la phase clinique dure de 3 jours à quelques semaines, souvent de nature biphasique ; l'infection peut être asymptomatique;
Le taux de létalité est faible, mais augmente avec l'âge. Des épidémies sont survenues au Nicaragua, en Inde, à Singapour, en Thaïlande et au Kazakhstan de 1995 à 1998.
En médecine vétérinaire, de nombreux mammifères sont sensibles à Leptospira interrogans. De manière similaire à l'Homme, les animaux domestiques sont sujets à des formes ictéro-hémorragiques aiguës, en particulier les chiens chez qui il existe un vaccin contre quelques serovars. On observe aussi des uvéites et des troubles de la reproduction, en particulier chez les porcins, les ovins et les caprins.
Les rongeurs sont eux porteurs de la bactérie, mais n'y sont pas sensibles. Ils constituent ainsi un réservoir de la maladie.